# Loana Lecomte
Loana Lecomte (* 8. August 1999 in Annecy) ist eine französische Mountainbikerin, die im Cross-Country aktiv ist.

## Sportlicher Werdegang
Mit dem Mountainbikesport begann Lecomte im Alter von 8 Jahren. In ihrer ersten Saison als Juniorin im Jahr 2016 wurde Lecomte französische Meisterin und gewann mehrere Rennen des Coupe de France de VTT. In der zweiten Saison als Juniorin gewann sie jeweils Silber im Cross-Country bei den Mountainbike-Weltmeisterschaften und den Mountainbike-Europameisterschaften. Nach dem Wechsel in die U23 stand sie im Jahr 2019 erneut auf dem Podest der Welt- und Europameisterschaften.
Ein Jahr später in der Saison 2020 war Lecomte die weltbeste U23-Fahrerin im Cross-Country (XCO). Sie gewann das Triple aus Weltmeisterschaft, Europameisterschaft und nationaler Meisterschaft in der U23 und wurde mit der französischen Staffel auch erstmals Weltmeisterin in der Elite. Im Oktober 2020 holte sie sich im Alter von 21 Jahren den ersten Weltcup-Sieg ihrer Karriere in der Elite.
2021 gewann sie mit dem Marlene Südtirol Sunshine Race zu Beginn der Saison ein Rennen der horse class. In der Weltcup-Saison war sie die dominierende Fahrerin und entschied vier Weltcup-Rennen über die olympische Distanz für sich. An der dritten Weltcup-Station in Leogang gewann sie zudem auch ihr erstes Weltcup-Rennen im Cross-Country Short Track (XCC). Damit sicherte sie sich auch den Gewinn der Weltcup-Gesamtwertung im Cross-Country, obwohl sie beim letzten Rennen gar nicht mehr an den Start ging. Bei den Olympischen Sommerspielen 2020 belegte sie einen nach dem bisherigen Saisonverlauf für sie enttäuschenden sechsten Platz im Cross-Country, bei den Weltmeisterschaften konnte sie krankheitsbedingt nicht an de Start gehen.
2022 gewann sie erneut drei Weltcup-Rennen, konnte aber im Kampf um die Gesamtwertung nicht eingreifen, da sie nicht bei allen Rennen an den Start ging. Zudem wurde sie erstmals Europameisterin in der Elite, bei den Weltmeisterschaften im heimischen Les Gets verpasste sie als Vierte knapp die Medaillenränge.
In der Saison 2023 gewann Lecomte die Weltcuprennen in Lenzerheide und Mont Sainte-Anne, die Saison beendete sie auf Platz zwei der Gesamtwertung. Bei den Weltmeisterschaften in Glasgow wurde sie Vizeweltmeisterin im XCO. 2024 fügte sie einen dritten Weltcupsieg in Crans-Montana hinzu und wurde zum dritten Mal in Folge französische Meisterin. Im olympischen Mountainbikerennen lag sie gut im Kampf um die Medaillen, bevor sie schwer stürzte und sich eine Kieferverletzung zuzog.

## Erfolge
2016
- Französische Meisterin (Junioren) – XCO

2017
- Weltmeisterschaften (Junioren) – XCO
- Europameisterschaften (Junioren) – XCO
- Französische Meisterin (Junioren) – XCO

2019
- Weltmeisterschaften (U23) – XCO
- Weltmeisterschaften – Staffel XCR
- Europameisterschaften (U23) – XCO
- Französische Meisterin (U23) – XCO

2020
- Weltmeisterin (U23) – XCO
- Weltmeisterin – Staffel XCR
- Europameisterin (U23) – XCO
- Europameisterschaften – Staffel XCR
- Französische Meisterin (U23) – XCO
- ein Weltcup-Rennen – XCO

2021
- vier Weltcup-Rennen – XCO
- ein Weltcup-Rennen – XCC
- Marlene Südtirol Sunshine Race (HC)

2022
- Europameisterin – XCO
- Französische Meisterin – XCO
- zwei Weltcup-Rennen – XCO
- ein Weltcup-Rennen – XCC

2023
- Weltmeisterschaften – XCO
- Französische Meisterin – XCO
- zwei Weltcup-Rennen – XCO

2024
- Französische Meisterin – XCC, XCO
- ein Weltcup-Rennen – XCO (Crans-Montana)